# Niêm Tòng
Niêm Tòng là một xã thuộc huyện Mèo Vạc, tỉnh Hà Giang, Việt Nam.

## Địa lý
Xã Niêm Tòng có vị trí địa lý:
- Phía đông, nam giáp tỉnh Cao Bằng
- Phía tây giáp xã Niêm Sơn
- Phía bắc giáp xã Niêm Sơn và xã Khâu Vai.

Xã Niêm Tòng có diện tích 29,66 km², dân số năm 2019 là 5.531 người, mật độ dân số đạt 187 người/km².

### Địa hình
Xã Niêm Tòng thuộc địa hình đồi núi có độ dốc cao, bên cạnh khu dân cư là vùng trồng hoa mầu, nương rẫy và núi đá, giao thông có đường liên xã từ trung tâm huyện đến uỷ ban nhân dân xã và đi xã Giàng Chu Phìn, Khâu Vai,... Hệ thống đường bê tông đi từ uỷ ban xã đến các thôn xóm.

### Khí hậu
Xã Niêm Tòng nằm trong vành đai chí tuyến Bắc, mang khí hậu á nhiệt đới–cận ôn đới. Khí hậu trong năm phân thành hai mùa tương đối rõ rệt. Mùa khô (mùa đông) thường kéo dài từ tháng 10 năm trước đến tháng 4 năm sau. Khí hậu mùa này hết sức khắc nghiệt, khô, hanh, có nhiều ngày rét đậm, rét hại và sương muối. Mùa mưa kéo dài từ tháng 4 đến tháng 10 trong năm. Lượng mưa trung bình hàng năm đạt 1.600–1.700 mm nhưng phân bố không đều trong các tháng, các tiểu vùng.

### Thủy lợi
Xã Niêm Tòng có Sông Nho Quế tạo thành ranh giới tự nhiên, bên kia sông tỉnh Cao Bằng, hệ thống kênh mương dùng tưới tiêu, phục vụ sản xuất và sinh hoạt của nhân dân chưa nhiều, dẫn đến năng suất cây trồng cho sản lượng không cao, thu nhập bình quân đầu người rất khiêm tốn.

## Lịch sử
Ngày 9 tháng 8 năm 2005, Chính phủ ban hành Nghị định số 104/2005/NĐ-CP về việc thành lập xã Niêm Tòng trên cơ sở:
- Điều chỉnh 2.013,75 ha diện tích tự nhiên và 2.276 nhân khẩu của xã Niêm Sơn
- Điều chỉnh 1.137,50 ha diện tích tự nhiên và 1.380 nhân khẩu của xã Khâu Vai.

Xã Niêm Tòng có 3.151,25 ha diện tích tự nhiên và 3.656 nhân khẩu.

## Giao thông
Xã Niêm Tòng có tuyến Quốc lộ 4C đi qua địa bàn, nối với thị trấn huyện lị và sang tỉnh Cao Bằng, hệ thống đường liên xã từ trung tâm huyện đến uỷ ban các xã nền đường trải nhựa nên việc đi lại của nhân dân thuận lợi giữa các vùng. Giao thông nội bộ trong xã, giữa các tổ chủ yếu là đường bê tông, việc đi lại có nhiều thuận tiện.